# Betesdaförsamlingen i Kuni
Betesdaförsamlingen i Kuni (Betesda Kuni) är en pingstförsamling i Kvevlax i Österbotten i Finland. Församlingen grundades den 28 maj 1934 med Birger Bäck som föreståndare.
Bönehuset Betesda invigdes under efterkrigsåren, 1946.

## Föreståndare
- Birger Bäck
- David Klemetz
- Emil Dahl
- Arne Herberts
- Håkan Nitovuori